# Villa Della Porta Bozzolo
Villa Della Porta Bozzolo (anche nota semplicemente come Villa Bozzolo) è una villa situata a Casalzuigno (Varese). Risalente al XVI secolo, si affaccia su un ampio giardino barocco, attraversato da un lungo viale prospettico che, dalla strada di accesso alla proprietà, conduce al punto più alto del parco che circonda la dimora. Dal 1989 è aperta al pubblico e gestita dal Fondo Ambiente Italiano.

## Storia

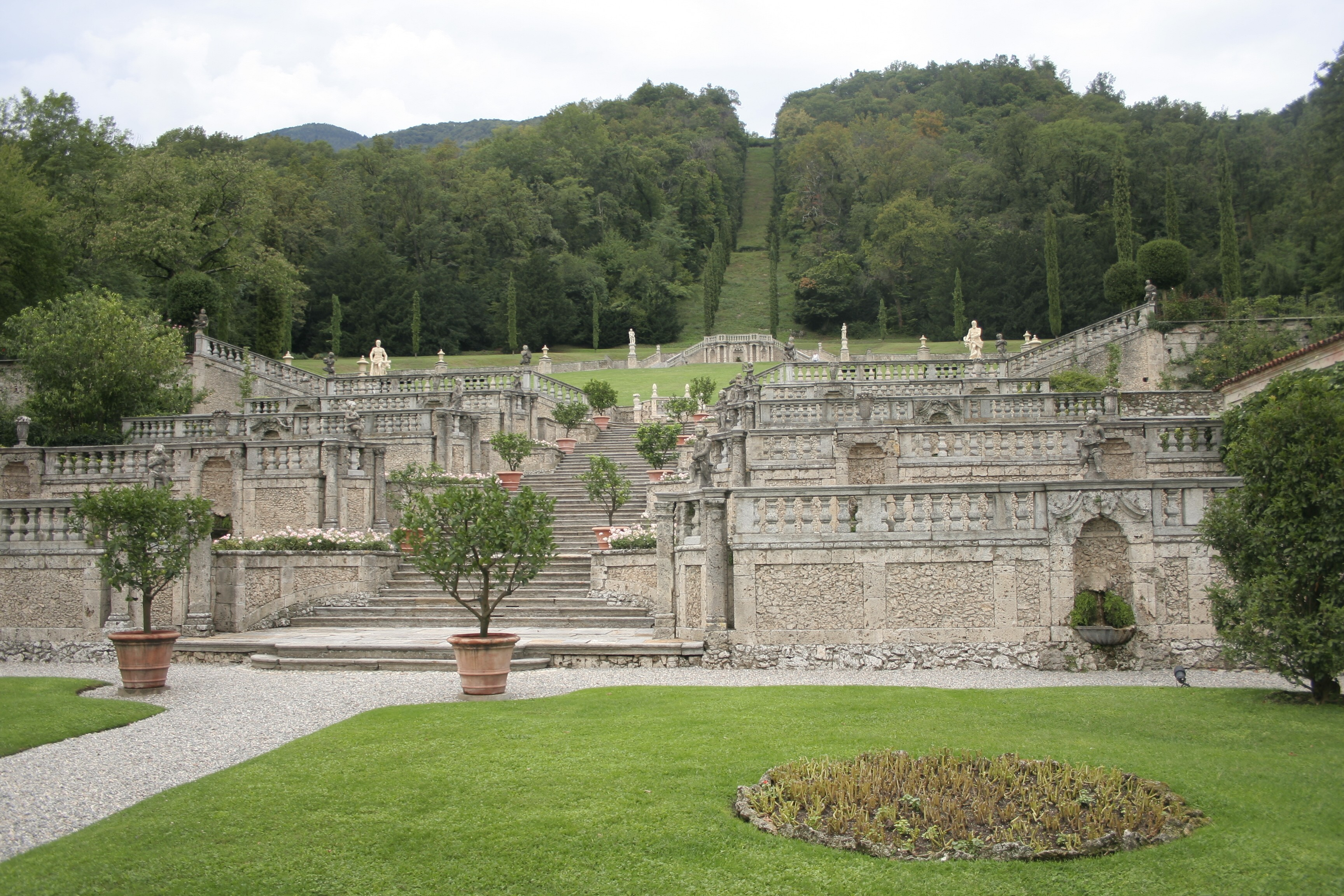
Gli scenografici gradoni del giardino della villa, realizzati in occasione del matrimonio di Gian Angelo III Della Porta con Isabella Giulini

La villa venne costruita nella seconda metà del XVI secolo, quando il nobile notaio Giroldino Della Porta acquistò a Casalzuigno un vasto appezzamento di terreno per realizzarvi una dimora signorile, di dimensioni contenute. 
Un primo intervento di ristrutturazione dell'edificio si ebbe nella seconda metà del Seicento con Carlo Girolamo Della Porta, (figlio del pronipote di Giroldino), al quale sono attribuite sia l'edificazione dell'ala settentrionale sia la costruzione della cosiddetta "Favorita", una fattoria situata nei pressi della villa.
All'inizio del XVIII secolo la villa fu interessata da una radicale trasformazione: nel 1714 Gian Angelo III Della Porta (1690-1745) sposò Isabella Giulini e maturò la decisione di risistemare tutta l'ampia dei giardini e del parco a est della dimora. Fu così che, due anni dopo, la famiglia ingaggiò l'architetto Antonio Maria Porrani (che rimase capo-cantiere dal 1713 al 1745), il quale si incaricò di ampliare lo stabile e arricchire il giardino. Egli decise di allineare quest'ultimo parallelamente alla facciata interna della dimora, contravvenendo così alle classiche norme secondo le quali l'asse principale doveva essere allineato frontalmente ai saloni principali della villa. Allineato con il salone principale rimase invece un viale alberato, terminante in un giardinetto nel quale trovò posto un piccolo tempietto. 
Ne risultò un monumentale giardino all'italiana, diviso in due parti simmetriche: un'area principale articolata su eleganti terrazzamenti, scale, fontane, giochi d'acqua, ed una secondaria (il cosiddetto "giardino segreto") meno elaborata e fisicamente separata dalla maggiore. Venne inoltre commissionato un ciclo di affreschi rococò alla bottega del pittore Pietro Antonio Magatti, di cui faceva parte anche Giovan Battista Ronchelli (nipote del Porrani per via materna). Al medesimo periodo risale la realizzazione di una ricca fontana, realizzata nel 1723 ad opera dell'architetto Pellegatta, e dei vasti rustici contigui all'edificio padronale.
Dopo queste realizzazioni la famiglia Della Porta entrò in declino: nell'Ottocento la residenza venne venduta dapprima ai Carpani, poi nel 1861 ai Richini e quindi nel 1877 ai Bozzolo, che ne rimasero proprietari sino al 1989, anno in cui gli eredi del senatore Camillo Bozzolo optarono per donare la struttura al FAI e aprirla al pubblico.

## Descrizione

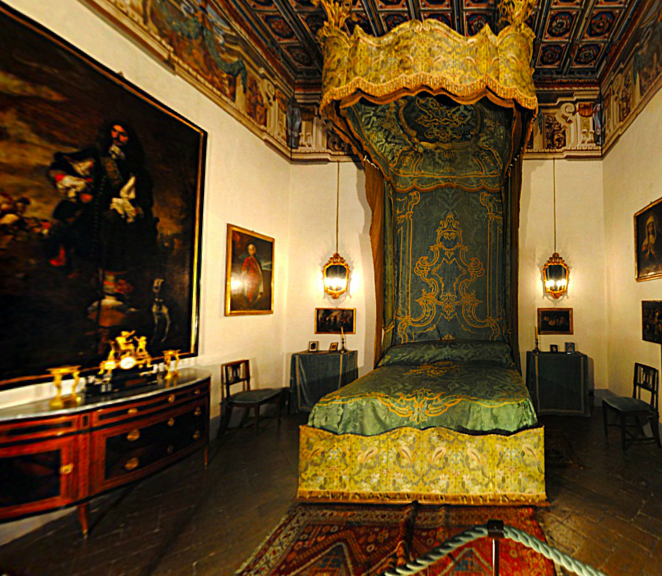
La "Camera del letto verde" al primo piano della villa

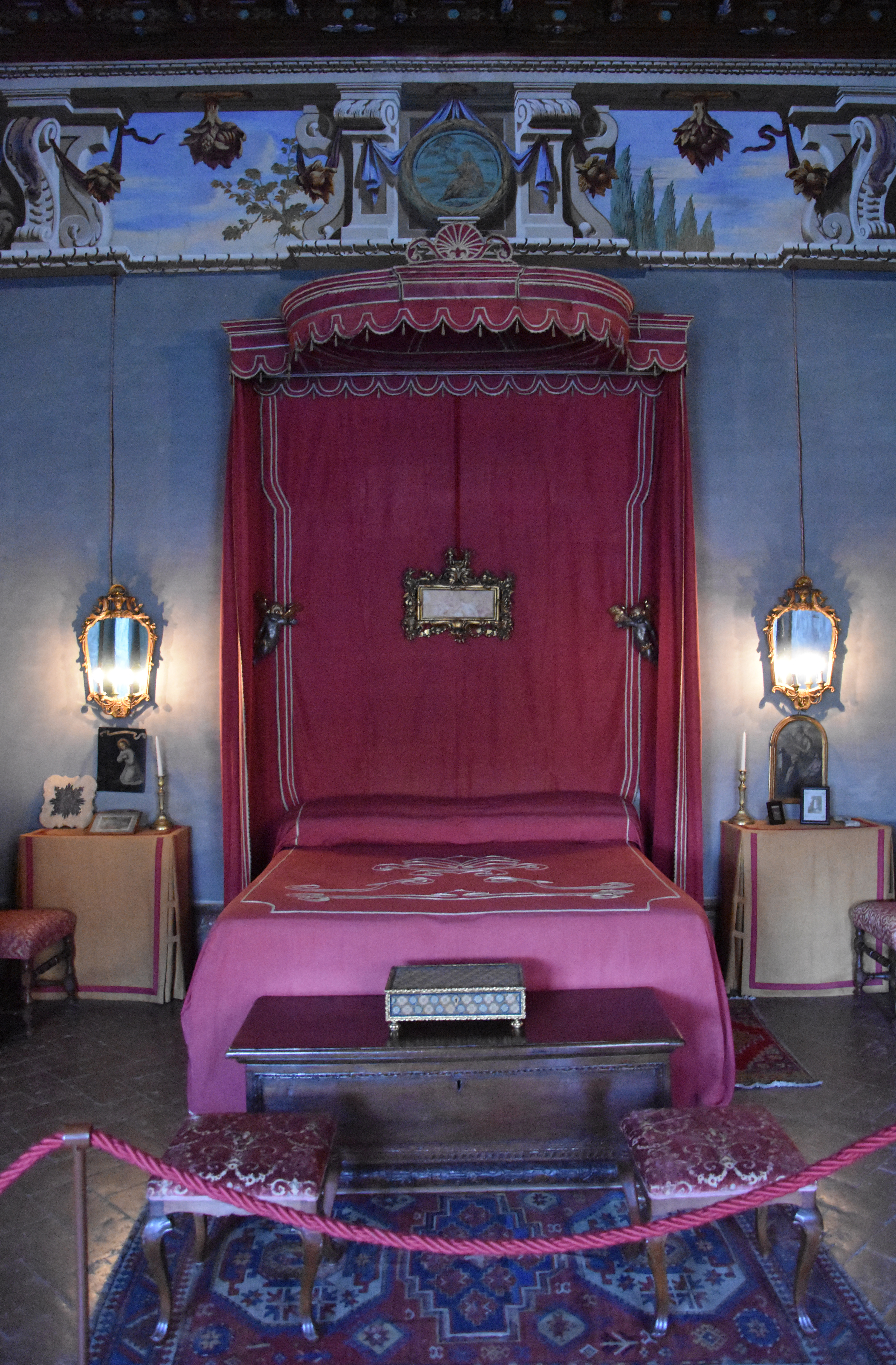
La "Camera del letto rosso"

### La villa
La villa si compone di più edifici, i quali si sviluppano a partire da un corpo con impianto a "U" aperta verso il meridione, dove si trovano due cortili separati (il più esterno dei quali collegato alla strada che conduce alla vicina chiesa di Santa Maria). Sul cortile interno si affaccia un porticato nel quale si aprono gli accessi allo scalone d'onore e a un salone.    
La facciata di Villa Della Porta Bozzolo è semplice ed elegante, in particolare per la linearità delle forme e per le decorazioni a tinte tenui concentrate soprattutto attorno alle finestre. 
Addentrandosi all'interno, la prima stanza che si incontra è l'ampia sala da ballo, con il pavimento in cemento colorato e un imponente camino in marmo, affrescata con scorci paesaggistici che creano un interessante gioco di illusioni prospettiche. Nella volta sono invece rappresentate coppie di amorini che sorreggono dei tondi contenenti figure allegoriche e fanno da cornice all'immagine centrale dell'Incontro tra la Pace e la Giustizia, richiamante un salmo di Davide.
Da qui dirigendosi a sinistra si incontrano la sala del biliardo coi busti di Camillo Bozzolo, senatore del Regno, e della moglie Caterina Belfanti, un salottino dotato di un prezioso arredamento ove spiccano un'ampia specchiera settecentesca, un pianoforte impero ed un orologio da parete di manifattura piemontese.
Andando invece verso destra, superato il camerino, si accede alla sala da pranzo dotata di una volta affrescata con l'immagine di San Francesco sul carro di Elia: in questa stanza è possibile ammirare una raccolta di vasi farmaceutici e, all'interno di un'antica credenza, un servizio da tavola in ceramica riportante lo stemma del casato fondatore. Si passa quindi attraverso le cucine lunettate ed un'anticamera impreziosita da un armadio settecentesco contenente parte della raccolta libraria della villa per poi raggiungere lo studio, il locale meglio conservato nel tempo con il suo austero arredo ligneo e, alle pareti, i ritratti dei fratelli Richini che divennero proprietari della villa poco dopo la metà del XIX secolo.
Salendo lo scalone si giunge al livello superiore dell'edificio, entrando in una galleria affrescata dove all'interno di finte nicchie sono rappresentate le figure femminili simbolo delle sette Virtù con al centro l'episodio biblico di Agar e Ismaele assistiti dall'Angelo. Sulla destra si apre il salone decorato con un fregio settecentesco opera del Romagnoli e, all'interno di cornici dipinte, ritratto di alcuni membri della famiglia Della Porta. Il piano si completa poi con una serie di stanze da letto: a destra del salone si trovano in successione la "camera del letto rosso" con il suo talamo a baldacchino della fine del XVIII secolo e la splendida "camera dal letto verde", dove spicca un originale letto del Settecento con le cortine del baldacchino damascate e il paramento alla base realizzato in seta intrecciata con fili d'argento; da notare anche le poltroncine e le sedie neoclassiche che completano l'arredo. Alla sinistra del salone, si costeggia una piccola alcova per giungere poi alla "camera del baldacchino giallo" che prende il nome appunto da un letto circolare in seta damascata collocato in un ambiente arricchito anche da una solida scrivania francese e da una specchiera d'epoca. Riattraversando la galleria si possono osservare le ultime tre stanze: "la camera del letto giallo" che ospita affreschi sulla vita di Mosè e un prezioso orologio da tavolo stile impero, e un'anticamera con un fregio decorato da vicende evangeliche che conduce ad un'ulteriore alcova.

### Il parco

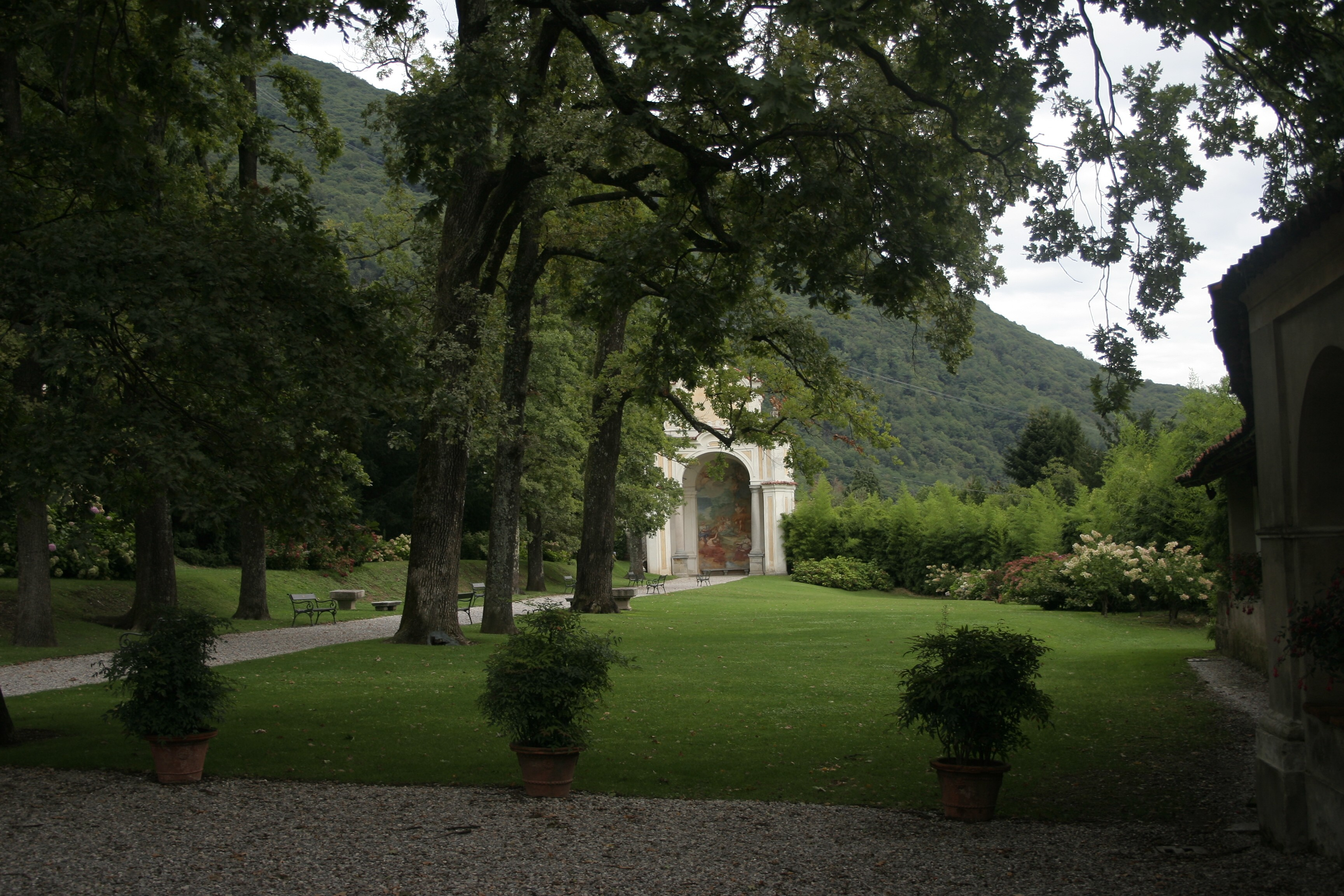
Scorcio del "giardino segreto" della villa con, sullo sfondo, l'edicola di Apollo e le Muse, affrescata da Giovan Battista Ronchelli.

Tratto distintivo della villa è sicuramente il ricchissimo giardino esterno, caratterizzato da un significativo patrimonio di piante e fiori, da edifici rustici che rimandano ad un passato in cui l'edificio era punto di riferimento dell'attività agricola della zona e da elementi monumentali che lo rendono una vera e propria "architettura dell'ambiente".
Varcato l'ingresso e superate le scuderie, ci si imbatte in una serie di strutture che erano adibite a scopi pratici: la ghiacciaia dove venivano conservati gli alimenti, il cinquecentesco monumentale torchio in legno (il più grande nel suo genere di tutta la Lombardia), utilizzato per la spremitura delle vinacce, la macina sfruttata per la produzione di olio, la vecchia filanda e la cantina, dove sono ancora conservate antiche botti.
Tutto questo fa da preludio allo stupefacente giardino barocco che si articola con scelta insolita, lungo un asse principale parallelo alla facciata dell'edificio, che risale la vicina collina attraverso quattro terrazzamenti ornati da balaustre e statue in pietra di Viggiù e collegati da un'elegante scalinata dello stesso materiale che raggiunge il cosiddetto "teatro", una vasta e scenografica area verde punteggiata da cipressi e impreziosita da un fontanile. Da qui è possibile proseguire lungo un sentiero sterrato che si inoltra nel bosco fino a raggiungere il vicino belvedere, dove godere della splendida vista sulla Valcuvia e le alture limitrofe e ammirare la chiesetta di San Bernardino, risalente al XV secolo. Partendo invece sempre dal parterre principale di fronte alla villa e superando una cancellata d'ingresso sulla quale spiccano le statue delle Quattro Stagioni, si giunge al "giardino segreto", uno spazio più raccolto e meditativo con un viale alberato che conduce ad un'edicola che racchiude un affresco raffigurante Apollo e le Muse, attribuiti al pittore Giovanni Battista Ronchelli, nativo di Castello Cabiaglio. Dal punto di vista floreale il parco si presenta, in particolare da fine febbraio in poi, come una variopinta tavolozza di colori grazie soprattutto a roseti, ortensie ed una grandissima varietà di crocus.